# Alucinado
«Alucinado» es una canción escrita y cantada por el cantante italiano Tiziano Ferro. Fue lanzado como 3.º sencillo de su álbum debut Rojo Relativo. La canción llegó a ser n.º 1 en México, siendo una de sus canciones más conocidas en el país.

## Lista de canciones
1. «Alucinado»
2. «Imbranato» (Versión Italiana)
3. «Lourdingue» (Versión Francesa)
4. «Apaixonado» (Versión portuguesa) (Cantada por Hugo y Thiago)

### Versiones
En el año 2003, el cantante y actor mexicano Yahir realiza una versión de este tema en su álbum homónimo.

## Posicionamiento
| Listas (2002)                               | Posición |
| ------------------------------------------- | -------- |
| Chile                                       | 1        |
| México                                      | 1        |
| Brasil                                      | 3        |
| Austria                                     | 44       |
| Bélgica (Valonia)                           | 6        |
| Bélgica (Flandes)                           | 32       |
| Francia                                     | 31       |
| Alemania                                    | 52       |
| Holanda                                     | 85       |
| Suiza                                       | 29       |
| U.S. Billboard Latin Tropical/Salsa Airplay | 5        |
| U.S. Billboard Latin Pop Airplay            | 3        |
| U.S. Billboard Hot Latin Song               | 4        |

- Datos: Q3796596